# Turaco-unicolor
O turaco-unicolor (Crinifer concolor) é uma espécie de ave da família Musophagidae, que ocorre na parte sul da região afro-tropical.
É nativa do sul de Angola, do sul da República Democrática do Congo, da Zâmbia, do sul da Tanzânia, do Malawi, de Moçambique, da Namíbia, do Botswana, do Zimbabwe, da África do Sul e de Essuatíni.